# Bury the Hatchet
Bury the Hatchet – czwarty album irlandzkiego zespołu The Cranberries, który nagrał go zapraszając do współpracy Benedicta Fennera (Brian Eno, Laurie Anderson). Jest to płyta, z której trzy single stały się wielkimi przebojami, i która w 17 krajach na całym świecie okupowała szczyty list przebojów. Album ten poprzedził największą światową trasę koncertową zespołu.
Nagrania w Polsce uzyskały status złotej płyty.
Trasa koncertowa „Bury the Hatchet” przebiegała przez 6 kontynentów i liczyła 110 koncertów. Zespół koncertował w wielu krajach, których wcześniej nie odwiedził (np. RPA, Izrael, Czechy, Grecja czy Portoryko) i wystąpił przed ponad milionową publicznością. 

## Lista piosenek
Wszystkie piosenki są autorstwa Dolores O’Riordan i Noela Hogana, oprócz utworów nr 3, 8, 10, 13 i 14, których autorką jest sama O’Riordan.
1. „Animal Instinct” – 3:31
2. „Loud and Clear” – 2:45
3. „Promises” – 5:27
4. „You and Me” – 3:35
5. „Just My Imagination” – 3:41
6. „Shattered” – 3:42
7. „Desperate Andy” – 3:44
8. „Saving Grace” – 3:08
9. „Copycat” – 2:53
10. „What's on My Mind” – 3:12
11. „Delilah” – 3:32
12. „Fee Fi Fo” – 4:47
13. „Dying in the Sun” – 3:31
14. „Sorry Son” – 3:25

## Reedycje

### Bury the Hatchet: The Complete Sessions
W 2000 roku, w Europie i Stanach Zjednoczonych limitowaną reedycję albumu, zatytułowaną Bury the Hatchet: The Complete Sessions. Zawierała ona dodatkowy nośnik CD z piosenkami nagranymi podczas sesji, które ostatecznie nie zmieściły się na płycie oraz siedem nagrań koncertowych. Były to:

Part One
1. „Baby Blues” – 2:40
2. „Sweetest Thing” – 3:34
3. „Woman without Pride” – 2:27
4. „Such a Shame” – 4:24
5. „Paparazzi on Mopeds” – 4:35

Part Two
1. „Promises (live)” (Paryż ’99) – 4:19
2. „Animal Instinct (live)” (Paryż ’99) – 3:55
3. „Loud and Clear (live)” (Paryż ’99) – 2:45
4. „You and Me (live)” (Paryż ’99) – 3:38
5. „Shattered (live)” (Hamburg ’99) – 3:55
6. „Desperate Andy (live)” (Paryż ’99) – 3:56
7. „Delilah (live)” (Paryż ’99) – 3:22

### Bury the Hatchet (The Complete Sessions 1998-1999)
W 2002 roku, w Europie (w tym w Wielkiej Brytanii) oraz Stanach Zjednoczonych wydano reedycję albumu, zatytułowaną Bury the Hatchet (The Complete Sessions 1998-1999) i zawierającą następujące utwory dodatkowe:
1. „Baby Blues” – 2:39
2. „Sweetest Thing” – 3:34
3. „Woman Without Pride” – 2:27
4. „Such a Shame” – 4:24
5. „Paparazzi on Mopeds” – 3:34

## Twórcy
- Dolores O’Riordan – śpiew, gitara, instrumenty klawiszowe
- Noel Hogan – gitara elektryczna i akustyczna
- Mike Hogan – gitara basowa
- Fergal Lawler – perkusja, instrumenty perkusyjne